# Руишта (Республика Сербская)
Руишта (серб. Рујишта / Rujišta) — село в общине Вишеград Республики Сербской Боснии и Герцеговины. В настоящее время село необитаемо.